# 1960-е годы
1960-е (ты́сяча девятьсо́т шестидеся́тые) го́ды по григорианскому календарю — промежуток времени с 1 января 1960 года по 31 декабря 1969 года, включающий 1960 год 6-го десятилетия   и с 1961 по 1969 годы    7-го десятилетия XX века 2-го тысячелетия.  Они закончились 56 лет назад.
Шестидесятые — эпоха радикальных перемен, захватывающих открытий и новых тенденций, которые продолжили развиваться в 70-х, 80-х, 90-х годах XX века. В Африке это время стало периодом политических перемен — 32 колониальные страны получили независимость. Также шестидесятые — разгар холодной войны между «восточным блоком» во главе с СССР с одной стороны, и США и их союзниками — с другой.
1960-е стали началом эры пилотируемой космонавтики: советский космонавт Юрий Гагарин первым совершил полёт в космическое пространство, Алексей Леонов первым вышел в открытый космос, а американец Нил Армстронг первым ступил на Луну.
В культуре десятилетие характеризуется началом расцвета рок-музыки, авторской песни и авторского кино (в частности, французской новой волны), сексуальной революцией, зарождением культуры хиппи и психоделической эстетики. Границы шестидесятых как культурного явления («свингующие шестидесятые») трактуют более широко: в него часто включают начало семидесятых, а иногда и конец пятидесятых.

## Важнейшие события

### В мире

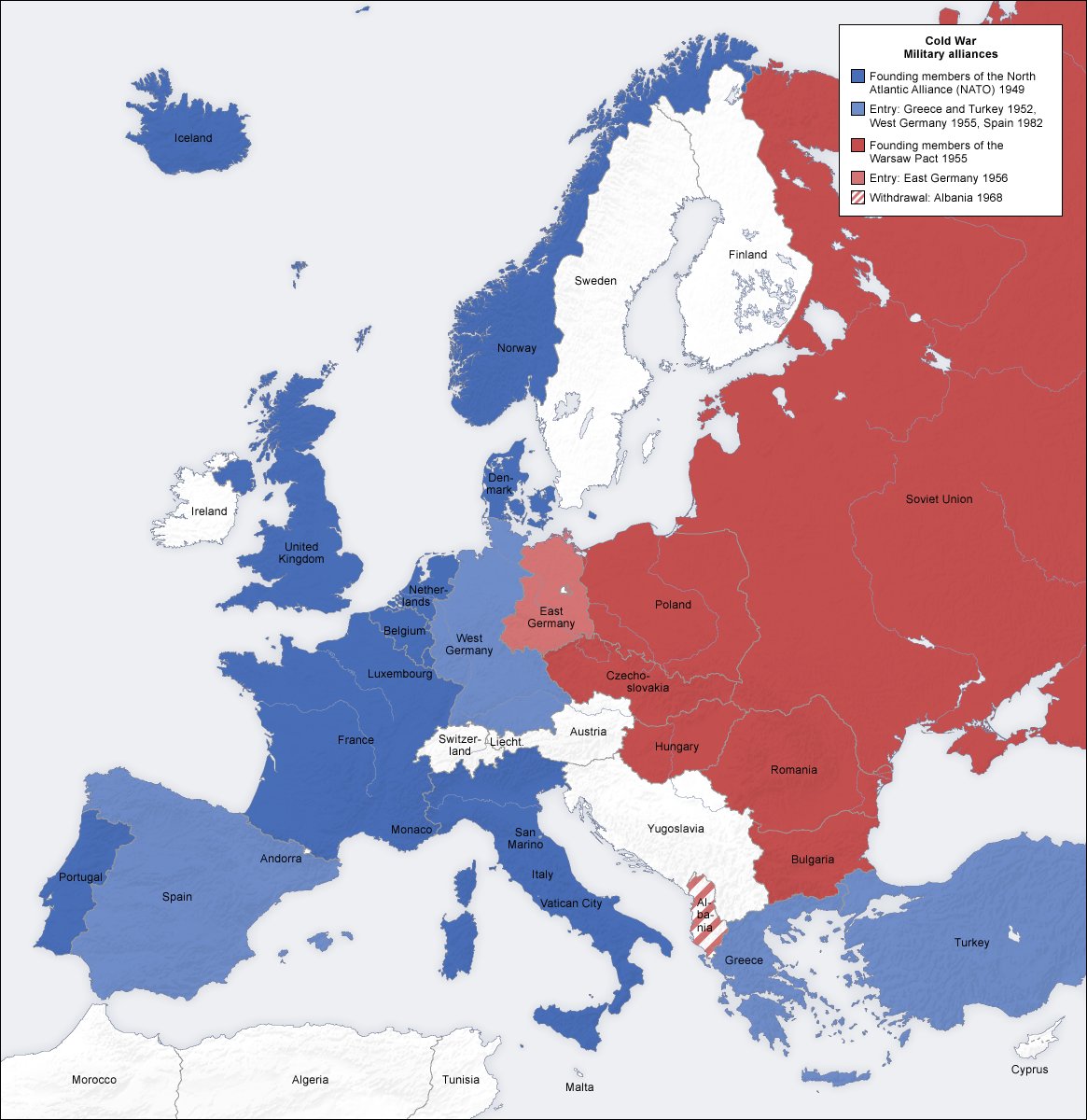
Противостоящие друг другу военно-политические блоки на территории Европы во время Холодной войны.

- Экономическое чудо в Японии, ФРГ, Италии, Франции, Испании, Греции, Швеции. Становление «новых индустриальных стран» Азии и Латинской Америки. Зелёная революция.
- Холодная война:
  - Во Франции проведено первое ядерное испытание (1960), испытание термоядерной бомбы (1968).
  - Инцидент с U-2 под Свердловском (1960).
  - Шпионское Кольцо В Портленде[англ.] (1961).
  - Движение неприсоединения (1961).
  - Берлинская стена построена (1961).
  - Карибский кризис (1962) произошёл после неудачной операции ЦРУ против Кубы (1961; санкции США против Кубы).
  - Договор о запрещении испытаний ядерного оружия в атмосфере, космическом пространстве и под водой (1963).
  - Договор о нераспространении ядерного оружия (1968).
- Война за независимость Алжира (1954—1962). Конголезский кризис (1960—1965; Патрис Лумумба). Восстания в Кении (1960), Занзибаре (1964). Колониальная война Португалии (1961—1974).
- 32 африканские колонии получили независимость, 17 из которых — в 1960 году («год Африки», «Ветер перемен[англ.]»). Организация африканского единства (1963).
- В Южной Корее Апрельская революция (1960; Вторая республика). Военная революция (1961; Верховный совет национальной перестройки; Третья республика).
- Организация стран-экспортёров нефти создана (1960). Государственный переворот в Турции (1960). Революции в Иране (1963) и Ираке (1968). Война между Йеменом и Саудовской Аравией (1969).
- Война во Вьетнаме (1955/1960—1975). Национальный фронт освобождения Южного Вьетнама образован (1960). США начали боевые действия после тонкинского инцидента (1964). Гражданская война в Лаосе (1960—1973).
- Китайско-индийская пограничная война (1962). Вторая индо-пакистанская война (1965).
- В США принят закон о запрете расовой дискриминации (1964, Закон о гражданских правах 1964 года; марш на Вашингтон), новая великая миграция афроамериканцев[англ.] (с 1965; Чёрный пояс). Убийства Джона Кеннеди (1963), Мартина Лютера Кинга и Роберта Кеннеди (1968). Бунт в Детройте (1967). Стоунволлские бунты (1969).
- Перевороты в Бразилии (1964), Аргентине (1966), Перу (1968; Хуан Веласко Альварадо). Гражданская война в Колумбии (1964 — н. в.). Пленение и смерть Че Гевары (1967).
- Культурная революция в Китае (1965—1976). Первое ядерное испытание (1964), термоядерная бомба (1967). Советско-китайский вооружённый конфликт на острове Даманский (1969).
- Гражданская война в Нигерии (1967—1970). Военный переворот в Ливии (1969; Муаммар Каддафи).
- Государственный переворот «чёрных полковников» в Греции (1967).
- Шестидневная война (1967). Война на истощение (1967—1970; арабо-израильский конфликт).
- Протесты 1968 года в Италии, Франции, ФРГ, США, Мексике, Чехословакии.
- Тихая революция в Квебеке.

### В СССР
- Семилетка (1959—1965).

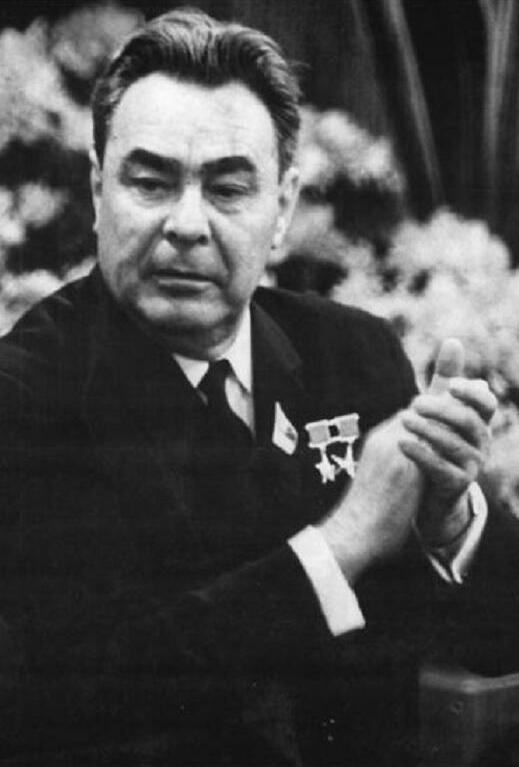
Леонид Брежнев стал лидером СССР в 1964 году

- XXII съезд (1961; Изменение устава и Третья Программа КПСС; Моральный кодекс строителя коммунизма).
- Десятикратная деноминация (1961).
- Забастовка рабочих в Новочеркасске и последующий Новочеркасский расстрел (1962).
- Разделение обкомов (1963).
- Завершение «хрущёвской оттепели» (1964), начало «эпохи застоя» (1965).
- Косыгинская реформа (1965).
- В Москве на Пушкинской площади прошёл первый в СССР правозащитный митинг (1965).
- Введена пятидневная рабочая неделя с двумя выходными днями (1967).
- СССР заявил о разрыве дипломатических отношений с Израилем (1967).
- Неудачное покушение на Брежнева (1969).
- Открытие и начало освоения крупнейшего нефтяного месторождения страны — Самотлора (1965)

### Катастрофы и стихийные бедствия
- Великое Чилийское землетрясение (1960) — сильнейшее в истории наблюдений.
- Агадирское землетрясение (1960).
- Катастрофа на Байконуре (1960).
- Пожар на авианосце USS Constellation (1960).
- Столкновение поездов в Чехословакии[англ.] (1960), Голландии[англ.] (1962).
- Столкновение самолётов над Нью-Йорком (1960).
- Крушения ядерных бомбардировщиков B-52 (1961, 1961, 1964, 1966, 1968).
- Землетрясение в Скопье (1963).
- Наводнение у плотины Вайонт (1963).
- Великое Аляскинское землетрясение (1964).
- Рождественское наводнение (1964)[англ.].
- Ташкентское землетрясение (1966).
- Пандемия гонконгского гриппа унесла жизни около миллиона человек по всему миру (1968—1969).
- От чрезмерного загрязнения загорелась река Кайахога (1969).
- Ураган Камилла пятой категории (1969).

## Наука и техника
- Погружение человека на глубину 10 916 метров (Марианская впадина, 1960, Жак Пикар и Дон Уолш).
- Лазер (демонстрация — 1960, Теодор Майман).
- Первый гормональный противозачаточный препарат Enovid[англ.] (1960).
- Автомобиль-амфибия Amphicar (1961).
- Первый промышленный робот Unimate[англ.] (1961).
- Проведено испытание самого мощного ядерного устройства в истории («Царь-бомба»), мощностью 50 мегатонн (1961).
- «Постижение истории» (1934—1961; цивилизационная теория; Арнольд Джозеф Тойнби).
- Светодиод (1962, Ник Холоньяк).
- Аудиокассета (1963).
- Бытовой видеомагнитофон (1963).
- Мейнфрейм (IBM System/360, 1964).
- Кварки (гипотеза — 1964, Марри Гелл-Ман и Джордж Цвейг).
- Высокоскоростные поезда (пуск линии «Токайдо-синкансэн» в Японии — 1964).
- Изобретён «Снёрфер»[англ.], предшественник современного сноуборда (1965).
- Кевлар (1965).
- Банкомат (1967).
- Первые успешные операции по пересадке печени и пересадке сердца (1967).
- Открыта глубочайшая из известных пещер — пещера Верёвкина (1968).
- Создание широкофюзеляжных авиалайнеров (Боинг 747 — 1968).
- Пассажирские сверхзвуковые самолёты (Ту-144 — 1968, Конкорд — 1969).
- Учреждена премия по экономике памяти Альфреда Нобеля (1969).
- Компьютерная сеть ARPANET (1969).
- Первые кварцевые наручные часы Astron[англ.] (1969).

### Космос
- Космическая гонка.
- Договор о космосе (1967).
- Квазары (3C 48 — 1960).

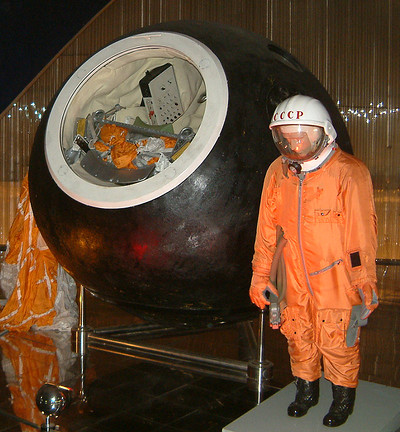
Спускательный аппарат «Восток-1» и скафандр Юрия Гагарина

- 1960 — «Спутник-5» (Белка и Стрелка).
- 1961 — автоматическая межпланетная станция «Венера-1».
- 1961 — первый полёт человека в космос. На борту космического корабля «Восток-1» находился Юрий Гагарин (СССР).
- 1962 — первый активный спутник связи «Telstar».
- 1963 — «Восток-6» (Валентина Терешкова, первая женщина в космосе).
- 1964 — первая спутниковая навигационная система «Transit».
- 1965 — первый выход в открытый космос («Восход-2»; Алексей Леонов).
- 1965 — подтверждено существование реликтового излучения.
- 1966 — космический аппарат «Венера-3» впервые в истории достиг поверхности другой планеты.
- 1967 — первая гибель космонавта: при нештатной посадке корабля «Союз-1» погиб Владимир Комаров.
- 1968 — открыты радиопульсары.
- 1969 — первая высадка человека на Луну (корабль «Аполлон-11»). Первым человеком, ступившим на поверхность Луны (21 июля), был американский астронавт Нил Армстронг.

| \| - Юрий Гагарин - Алексей Леонов \| - Алан Шепард - Нил Армстронг \| - Валентина Терешкова \| - Юрий Гагарин - Нил Армстронг |                               |                       |
| - Юрий Гагарин - Алексей Леонов                                                                                                | - Алан Шепард - Нил Армстронг | - Валентина Терешкова |

## Культура
- Начало сексуальной революции.
- Второй Ватиканский собор (1962—1965) поставил целью «развитие католической веры, обновление (aggiornamento) христианской жизни, приспособление церковной дисциплины к нуждам и обычаям нашего времени».
- Расцвет феминизма.
- Начало цветного телевещания в Европе в форматах PAL и SECAM (1967).
- Молодёжное движение «Youthquake[англ.]»[2].

### СССР
- Шестидесятники.
- Расцвет движения авторской песни (Владимир Высоцкий, Булат Окуджава и др.)
- Увековечивание памяти о Великой Отечественной войне: открытие мемориалов у Кремлёвской стены, на Мамаевом кургане и в Хатыни.
- День Победы 9 мая и Международный женский день 8 марта объявлены нерабочими днями (1965).
- Строительство Останкинской телебашни — на тот момент самого высокого сооружения в мире — и телевизионного центра при ней (1963—1967). Также на башне был открыт самый высотный и самый высокий вращающийся ресторан того времени — «Седьмое небо».
- Система национального спутникового телевещания Орбита (1967).
- Эра расцвета судов на подводных крыльях: массовый выпуск «Ракет», «Метеоров» и подобных им кораблей КБ Алексеева.
- Строительство МКАД, расширение Москвы, лимит прописки.
- В 1964 году начал выходить первый звуковой журнал Кругозор.
- В Москве на Красной площади принята Клятва молодёжи СССР (1966)[3].
- 50-летие Октябрьской революции (1967).
- 50-летие комсомола (1968).
- Открытие туристического маршрута «Золотое кольцо».

#### Америка
- Ли, Харпер. «Убить пересмешника» (1960).
- Хеллер, Джозеф. «Уловка-22» (1961).
- Кизи, Кен . «Пролетая над гнездом кукушки» (1962).
- Воннегут, Курт. «Колыбель для кошки» (1963) и «Бойня номер пять, или Крестовый поход детей» (1969).
- Пинчон, Томас. V. (1963) и «Выкрикивается лот 49» (1966).
- Герберт, Фрэнк. «Дюна» (1964).
- Гамильтон, Эдмонд. «Возвращение к звёздам» (1964).
- Киз, Дэниел. «Цветы для Элджернона» (1966).
- Дик, Филипп. «Мечтают ли андроиды об электроовцах?» (1968).
- Март Кроули. «Парни в группе» (1968).
- Владимир Набоков. «Бледный огонь» (1962) и «Ада» (1969).
- Хулио Кортасар. «Игра в классики (1963).
- Гарсиа Маркес, Габриэль. «Сто лет одиночества» (1967).
- Фуэнтес, Карлос. «Смерть Артемио Круса» (1968).

#### Европа
- Жан-Поль Сартр. «Слова» (1964).
- Макс Фриш. «Назову себя Гантенбайн» (1964).
- Гюнтер Грасс. Повесть «Кошки-мышки» (1961) и роман «Собачьи годы» (1963).
- Генрих Бёлль. «Глазами клоуна» (1963).
- Юрек Беккер. «Якоб-лжец» (1969).
- Меша Селимович. «Дервиш и смерть» (1966).
- Драгослав Михайлович. «Когда цвели тыквы» (1968).
- Станислав Лем. «Солярис» (1961).
- Милан Кундера. «Шутка» (1967) и «Жизнь не здесь» (1969).
- Василь Барка. «Жёлтый князь» (1963).
- Олесь Гончар. «Собор» (1968).
- Анна Ахматова. «Поэма без героя» (1961).
- Евгений Евтушенко. Поэма «Бабий Яр» (1961), стихотворение «Танки идут по Праге» (1968).
- Александр Солженицын. Повесть «Один день Ивана Денисовича» (1962), рассказ «Матрёнин двор» (1963), романы «Раковый корпус» (1967) и «В круге первом» (1968).
- Братья Стругацкие. «Трудно быть богом» (1964).
- . Анатолий Кузнецов. Роман «Бабий Яр» (1966, отрывки).
- . Юрий Мамлеев. Роман «Шатуны» (1966, не опубликован).
- Иосиф Бродский. Поэма «Горбунов и Горчаков» (1968), стихотворение «Письмо генералу Z» (1968).
- 1961 — Иво Андрич удостоен Нобелевской премии по литературе.
- 1965 — Михаил Шолохов удостоен Нобелевской премии по литературе.
- 1966 — издан роман Михаила Булгакова «Мастер и Маргарита».

#### Азия
- [] Гассан Канафани. «Люди под солнцем[англ.]» (1962).
- Амос Оз. «Мой Михаэль» (1968).
- Голодное поколение[англ.] в Индии.
- Кэндзабуро Оэ. «Личный опыт» (1964).
- Юкио Мисима. Пьеса «Мой друг Гитлер» (1968), романы «Весенний снег» и «Несущие кони» (оба 1969).

### Музыка

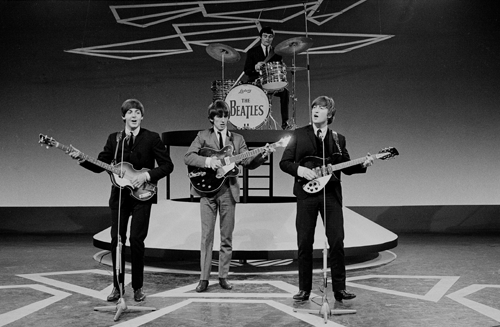
The Beatles, популярная группа 1960-х

В 1960-е в западной музыке продолжается расцвет рок-н-ролла. На смену американскому доминированию в роке приходит британское вторжение, на вершине популярности находятся британские группы The Beatles, The Rolling Stones, The Kinks, The Who и другие. Благодаря успеху The Beatles рок становится всемирно популярен, в подражание им возникают первые рок-группы в СССР, Японии и других странах. В США в начале 1960-х переживает бум популярности сёрф-рок, а во Франции — жанр йе-йе. 
Во второй половине десятилетия возникают и расцветают новые, более дерзкие и экспериментальные жанры рок-музыки: психоделик-рок, хард-рок, прогрессив-рок, краут-рок. Прогрессивные и психоделические группы, такие как Pink Floyd, начинают раздвигать рамки рока и создают принципиально новое звучание. Из поклонников рока в конце 1960-х формируется субкультура хиппи.
- 1960 — создана The Beatles, самая популярная рок-группа десятилетия и один из символов 1960-х.
- 1961 — Рэй Чарльз, протестовавший против расовой сегрегации, отменил свой концерт в Огаста, штат Джорджия, где планировалось, что белые и цветные зрители будут сидеть отдельно.
- 1962 — выход дебютного альбома Bob Dylan Боба Дилана.
- 1962 — официально начала своё существование группа The Rolling Stones.
- 1964 — гастроли The Beatles в США; начало «британского вторжения».
- 1964 — образование группы The Who.
- 1964 — вышла песня Роя Орбисона «Oh, Pretty Woman».
- 1965 — образование группы The Doors.
- 1965 — песня The Rolling Stones «(I Can't Get No) Satisfaction» стала № 1 в Billboard Hot 100.
- 1966 — начало музыкальной карьеры Нэнси Синатры.
- 1966 — альбом Pet Sounds The Beach Boys.
- 1967 — альбом The Beatles Sgt. Pepper’s Lonely Hearts Club Band, одного из самых влиятельных альбомов рок-музыки всех времён.
- 1967 — дебютный альбом Джими Хендрикса Are You Experienced
- 1967 — дебютный альбом Pink Floyd.
- 1967—1969 — Культурное движение «Тропикалия» в Бразилии.
- 1968 — распалась группа «Cream».
- 1968 — образование Led Zeppelin.
- 1969 — образование группы Машина времени.
- 1969 — сформирован классический состав группы Deep Purple, записавший большинство её хитов.
- 1969 — выпущен двенадцатый альбом группы The Beatles Abbey Road.
- 1969 — прошёл фестиваль Вудсток в Бетеле.

### Кино, театр и телевидение

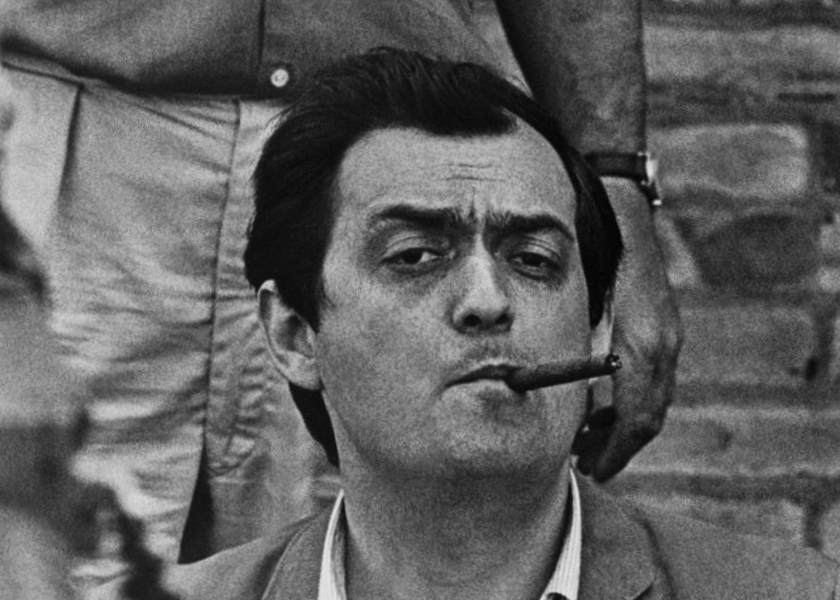
Режиссёр Стэнли Кубрик на съёмках фильма «Доктор Стрейнджлав»

В 1960-м году Альфред Хичкок выпускает свой самый знаменитый и главный фильм в карьере — «Психо», повлиявший на жанры триллер и ужасы, особенно на слэшеры.
В 60-х начал набирать популярность жанр Спагетти-вестерн, в особенности фильмы Серджио Леоне и Серджио Корбуччи. Долларовая трилогия Леоне является главными фильмами спагетти-вестерна, а её герой Человек без имени — символом всего жанра. Также начался расцвет артхауса в кино и театре, в особенности этому способствовали фильмы Ингмара Бергмана, его провокационная кинокартина «Персона», повлияла на весь европейский артхаус. В СССР самыми популярными фильмами становятся комедии Леонида Гайдая. На советском ТВ начал выходить КВН — клуб весёлых и находчивы и Голубой огонёк. В начале 60-х начинает режиссёрскую карьеру режиссёр Андрей Тарковский, чьи фильмы получают всемирное признание, но подвергаются цензуре и негативной критике в СССР. Его первый полнометражный фильм — «Иваново детство» в 1962-м году получает премию Золотой лев.
В 1962-м состоялся первый прямой телемост Европа-США. В 1966-м выходит Звёздный путь: Оригинальный сериал, впоследствии ставший культовым и популярным. Сериал положил начало знаменитой и долгоиграющей франшизе. Также в начале десятилетия набирают популярность серия фильмов о Джеймсе Бонде, начиная с фильма «Доктор Ноу» (1962), на сегодняшний день франшиза насчитывает 24 фильма.
В 60-х всемирно признанными режиссёрами становятся Стэнли Кубрик, Федерико Феллини, Андрей Тарковский, Микеланджело Антониони.
В 1966-м выходит военная драма «Битва за Алжир», снятая в документальной стилистике, лента сразу становится запрещённой во Франции.
С 1965 по 1967-гг. выходит киноэпопея Сергея Бондарчука «Война и мир», снятая по одноимённому роману Льва Толстого, в 1969-м награждается премией Оскар за лучший фильм на иностранном языке.
Конец 60-х ознаменовался закатом золотой эпохи Голливуда, когда зрителем стали интересны авторские фильмы европейских режиссёров, нежели сделанные по шаблонам голливудские блокбастеры (содержание которых должно было соответствовать также кодексу Хейса). Такие фильмы как — «Выпускник», «Бонни и Клайд», «Космическая одиссея 2001 года», «Планета обезьян» и «Беспечный ездок» стали началом эпохи Нового Голливуда.
Начало чехословацкой новой волны, нового немецкого кино.
- Знаковыми фильмами 1960-х западные кинокритики называют: вестерн «Хороший, плохой, злой»[5][6][7], исторические фильмы «Лоуренс Аравийский»[5][6][7] и «Спартак»[5][7], фантастику «Космическая одиссея 2001 года»[5][6][7], сатиру «Доктор Стрейнджлав»[5][6][7], триллер «Психо»[5][6][7][8], фильм ужасов «Ребёнок Розмари»[5][6][7], военную драму «Битва за Алжир»[5][7], мюзиклы «Шербурские зонтики»[5][7] и «Мэри Поппинс»[7][8], комедию «Завтрак у Тиффани»[5][7][8], драму «8 1/2»[5][7].

### Мода
- Созданы Go-go boots.

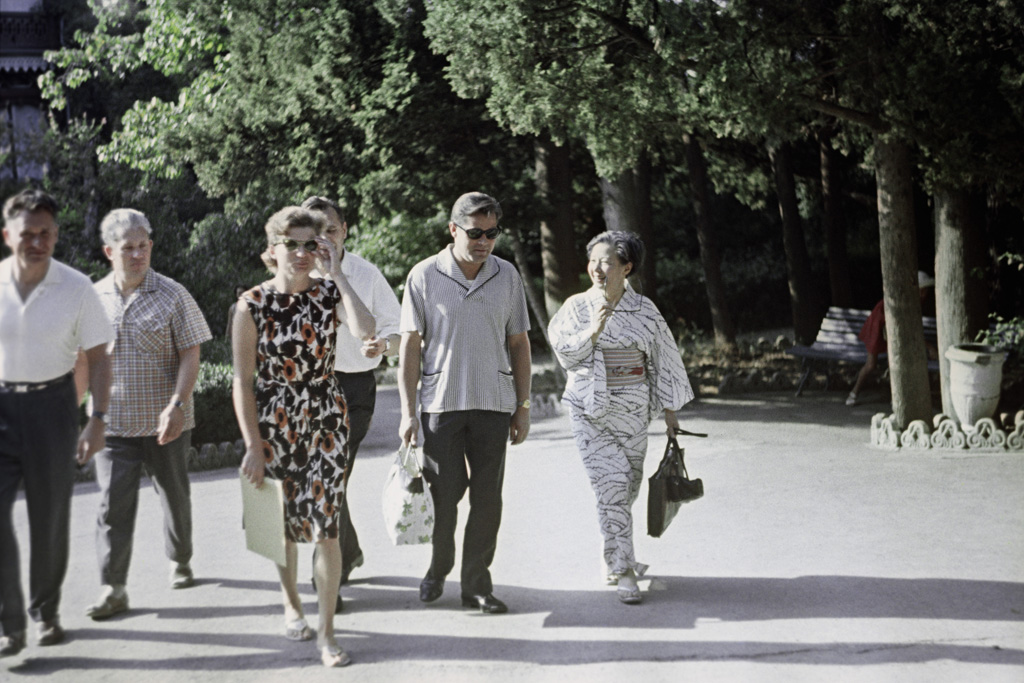
Валентина Терешкова, Андриян Николаев и Окада Есико в Крыму. 1965 год. Хорошо выражена мода 1965 года.

- В моде этнический стиль, культ синтетики, капри, мини-платья с завышенной талией, мини-юбки, джинсы «скинни», начёсы, причёска Брижит Бардо «бабетта», «геометрические стрижки», французский маникюр, цветные колготки, обувь из винила на низких каблуках[9]. Андрогинность, пончо, мокасины, рукава-«фонарики», узор в горошек вошли в моду в конце 60-х. Иконы моды: Брижит Бардо, Твигги, Жаклин Кеннеди[10].
- Движение хиппи оказало большое влияние на моду: окрашивание tie-dye, брюки клёш и батик.
- 1962 — Мэри Куант создала коллекцию мини-юбок.
- 1963 — бикини вошло в моду.
- 1963 — образована Фабрика, мастерская Энди Уорхола.
- 1965 — мода в СССР в этом году достаточно хорошо иллюстрирована на фотографиях справа.
- 1966 — Пако Рабан представил миру свою первую коллекцию из «современных материалов».
- 1966 — коллекция Ив Сен-Лорана предложила впервые в мире моды смокинг для женщин, ставший своеобразной маркой дома моды Сен-Лорана.
- 1966 — Твигги признана лицом года газетой «Daily Express».
- Верушка
- Эди Седжвик
- Жаклин Кеннеди

### Живопись
- Питер Макс
- Энди Уорхол
- Рой Лихтенштейн

## Спорт

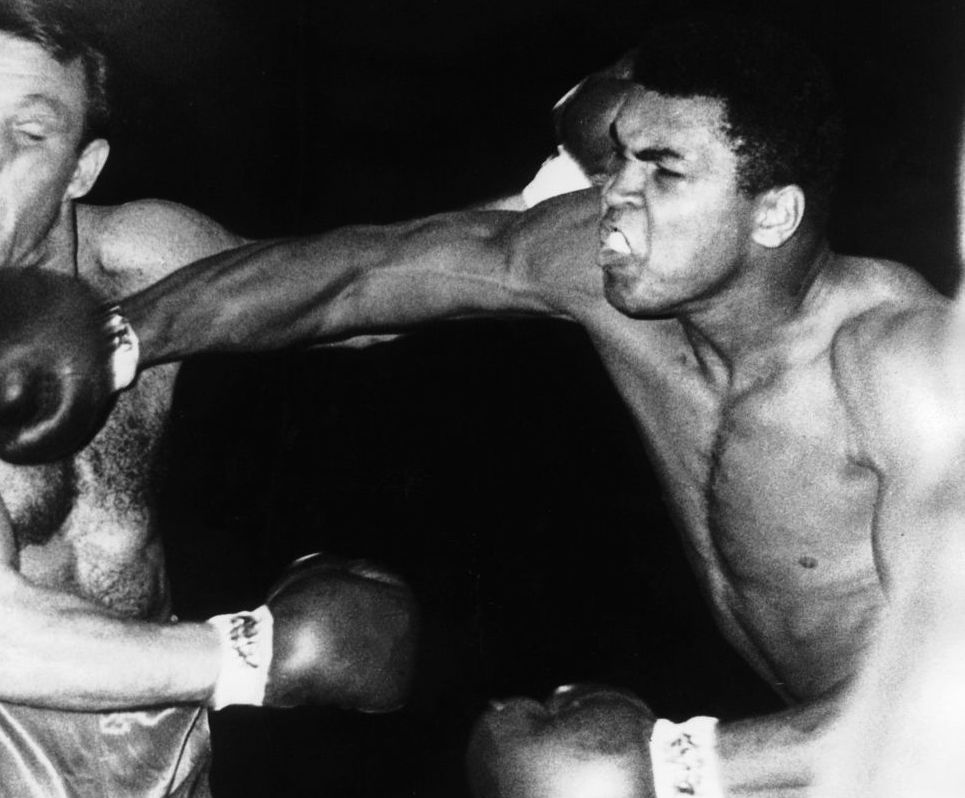
Кассиус Клей, он же Мохаммед Али, стал абсолютным чемпионом мира по боксу в 1960-е и был назван «боксёром десятилетия» по версии журнала The Ring

- Чемпионат мира по футболу: 1962 (победитель — Бразилия), 1966 (победитель — Англия).
- Чемпионат Европы по футболу: 1960 (победитель — СССР), 1964 (победитель — Испания), 1968 (победитель — Италия).

- Бобби Чарльтон
- Гарринча
- Пеле
- Джордж Бест
- Кларк, Джим
- Лев Яшин
- Мухаммед Али